# 卡爾峰 (施拉德明陶恩山脈)
47°20′32″N 13°57′54″E / 47.34222°N 13.96500°E
卡爾峰（德語：Karlspitz），是奧地利的山峰，位於該國東南部，由施泰爾馬克州負責管轄，屬於施拉德明陶恩山脈的一部分，海拔高度2,212米，山體由千枚岩、石英岩、放射蟲岩、片岩和石灰岩組成。